# Depot I von Písek
Das Depot I von Písek (auch Hortfund I von Písek) ist ein Depotfund der frühbronzezeitlichen Aunjetitzer Kultur aus Písek im Jihočeský kraj, Tschechien. Es datiert in die Zeit zwischen 2000 und 1800 v. Chr. Das Depot befindet sich heute im Nationalmuseum in Prag.

## Fundgeschichte
Das Depot wurde 1921 erstmals erwähnt. Die genaue Fundstelle und die Fundumstände sind unbekannt. Wahrscheinlich besteht ein Zusammenhang mit der bronzezeitlichen Höhensiedlung auf dem Berg Velký Mehelník.
Aus Písek stammen insgesamt fünf Depotfunde, von denen drei (I, II und V) der Aunjetitzer Kultur und zwei (III und IV) der späten Bronzezeit angehören. Hinzu kommen mehrere Einzelfunde von Bronzegegenständen.

## Zusammensetzung
Das Depot besteht aus drei bronzenen Ösenhalsringen. Die drei Exemplare haben unterschiedliche Durchmesser, bei allen sind die Ösen aber genau 63 mm voneinander entfernt. Die drei Ringe könnten also zusammengehört haben und bildeten vielleicht einen sich nach oben verjüngenden Halskragen.